# Gymnocolea marginata
Gymnocolea marginata là một loài rêu trong họ Anastrophyllaceae. Loài này được Stephani S. Hatt. mô tả khoa học đầu tiên năm 1952.